# Solo Darling
Solo Darling (Nueva York, 19 de febrero de 1987) es una luchadora profesional estadounidense que ha participado en diversas promociones de la lucha libre, como Game Changer Wrestling o Shimmer Women Athletes.

## Carrera profesional

### Circuito independiente (2009-presente)
Darling hizo su debut en la lucha libre profesional en OVW TV #615 el 1 de junio de 2011 en un dark match, perdiendo ante Lady JoJo. En el evento Joey Janela's Spring Break 4 de Game Changer Wrestling del 10 de octubre de 2020, participó en una battle royal de 30 personas donde compitió contra varios luchadores como el ganador Nate Webb, Shark Boy, JTG, Flash Flanagan y Marko Stunt. Compitió en una batalla real por nocaut en el episodio Impact #774 de Impact Wrestling, donde chocó con otras luchadoras populares como Jordynne Grace, Tessa Blanchard, Scarlett Bordeaux y Madison Rayne.

### Chikara (2016-2020)
Darling es también conocida por su paso por Chikara, promoción en la que estuvo cuatro años y en la que debutó en el evento National Pro Wrestling Day 2016, el 6 de febrero de aquel año, en un esfuerzo perdedor contra Heidi Lovelace. Participó en el torneo Chikara King of Trios 2016, donde se unió a Candice LeRae y Crazy Mary Dobson como Team Shimmer para caer ante el Team Original Divas Revolution (Jazz, Mickie James y Victoria) en un combate de primera ronda.
En CHIKARA Every Man For Himself, el 22 de diciembre de 2016, Darling participó en un combate de guante infinito de 34 personas donde compitió contra luchadores como el ganador Dasher Hatfield, Hallowicked y Ophidian. En CHIKARA The Lodger, el 8 de julio de 2017, se asoció con Travis Huckabee como The Rumblebees para derrotar a Cornelius Crummels y Sonny Defarge puntuación (2-1) en un partido de 2 de 3 caídas para el Chikara Campeonatos de Parejas. Perdieron los títulos esa misma noche ante Los Ice Creams (El Hijo del Ice Cream y Ice Cream Jr.) en un combate de 2 de 3 caídas también.
En CHIKARA Tug Of War, el 9 de noviembre de 2019, Darling se asoció con su compañero de tag team de mucho tiempo The Bird And The Bee, Willow Nightingale, para derrotar a FIST (Tony Deppen y Travis Huckabee) para ganar los Chikara Campeonatos de Parejas en un combate de 2 de 3 caídas, puntuación (2-1). Mantuvieron los títulos hasta el 24 de junio de 2020 cuando Chikara cerró.
Compitió sin éxito dos veces por el Gran Campeonato de Chikara, la primera vez contra Juan Francisco De Coronado en CHIKARA Egg Monsters From Mars, el 28 de julio de 2018, y la segunda vez contra Dasher Hatfield que era un campeón interino que sustituía a Mark Angelosetti en Young Lions Cup XV - 2nd Stage, el 16 de marzo de 2019.

### Shine Wrestling (2013-2015)
Darling luchó su primer combate para Shine Wrestling el 19 de abril de 2013, en Shine 9, donde compitió contra Rhea O'Reilly y Brittney Savage en un combate a tres bandas. En Shine 10, el 24 de mayo de 2013, formó equipo con Heidi Lovelace y Luscious Latasha, cayendo ante Jessie Belle, Sassy Stephie y Sojournor Bolt en un combate por equipos de seis mujeres.
En Shine 12, el 23 de agosto de 2013, se asoció con Nikki Roxx como parte del stable All Star Squad de Daffney para derrotar a The West Coast Connection (Su Yung y Tracy Taylor). En Shine 13, el 27 de septiembre de 2013, Darling se enfrentó a Mercedes Martínez en un esfuerzo perdedor.
Participó en un torneo Shine Tag Team Championship, donde se asoció con Heidi Lovelace el 24 de enero de 2014 en Shine 17 como The Buddy System para derrotar a Brandi Wine y Malia Hosaka. Esa misma noche perdieron la semifinal ante Made in Sin (Allysin Kay y Taylor Made).

## Vida personal
Darling se identifica como pansexual. Salió del armario en 2020. Además de su faceta como deportista, fuera del ring también ha sido creadora de contenido en redes para adultos como Onlyfans.

## Campeonatos y logros
- Chikara
  - Chikara Campeonatos de Parejas (2 veces) - con Willow Nightingale y Travis Huckabee[20]
- Pro Wrestling Illustrated
  - Posicionada en el nº 72 del top 100 de luchadoras femeninas en el PWI Women's 100 en 2020[21]
- Ring Warriors
  - Battling Bombshells Tag Team Championship (1 vez) - con Brittney Savage[22]
- World Xtreme Wrestling
  - WXW Women's Championship (1 vez)